# Уорнер, Марина
Дама Мари́на Са́ра Уо́рнер (англ. Marina Sarah Warner; род. 9 ноября 1946 года, Лондон) — британская писательница, историк и мифограф. Профессор Лондонского университета (с 2014 года), член Британской академии (2005), президент Королевского литературного общества (2017).

## Биография
Родилась в семье англичанина и итальянки. По отцу внучка Пелэма Уорнера. Росла в Каире, Брюсселе и английском Беркшире. В 1964—1967 годах училась французскому и итальянскому языкам в оксфордском колледже Леди-Маргарет-Холл (окончила его со степенью бакалавра B.A. по совр. языкам), во время учёбы в котором была редактором университетского журнала «Isis».
В 1967—1969 годах сотрудница «Daily Telegraph», в 1969—1972 годах редактор «Vogue».
В 1972—2004 — независимая литератор и исследовательница (англ. Independent writer and scholar).
В 2004—2014 годах профессор Эссекского университета. В 2011—2015 — член оксфордского Колледжа Всех Душ.
С 2008 года член совета Британской школы в Риме.
С сентября 2014 года профессор Биркбека Лондонского ун-та. С 2016 года также ассоцированный член факультета английского языка Оксфорда.
Член Королевского литературного общества (1985), с 2017 его президент.
Почётный член Леди-Маргарет-Холл (Оксфорд) (с 2000 года), оксфордских Мэнсфилд и Сент-Кросс колледжей (с 2013 года). Также в 1999—2005 годах почётный член Биркбек-колледжа Лондонского ун-та, в 2008—2012 годах — Лондонского университета королевы Марии.
Дебютировала в 1972 году с книгой «The Dragon Empress».
Публиковалась на страницах The London Review of Books, the New Statesman, Sunday Times, The Telegraph, Vogue.

## Награды и звания
- 2000 — Кавалер фр. ордена Искусств и литературы
- 2005 — Командор итал. ордена Звезды итальянской солидарности
- 2008 — Командор ордена Британской империи (CBE)
- 2015 — Дама-командор ордена Британской империи (DBE)

Лауреат премии Хольберга (2015).
Отмечена British Academy Medal (2017).

## Личная жизнь
В 1971—1980 годах была замужем за британским писателем и политологом У. Шоукроссом. Сын — Конрад Шоукросс, художник.